# Leon Coleman
Leonard „Leon” Coleman (ur. 1 września 1944 w Alabamie) – amerykański lekkoatleta, płotkarz,  olimpijczyk.
Specjalizował się w biegu na 110 metrów przez płotki. Zajął w tej konkurencji czwarte miejsce na igrzyskach olimpijskich w 1968 w Meksyku.
Był mistrzem Stanów Zjednoczonych (AAU) w biegu na 120 jardów przez płotki w 1969 (wspólnie z Williem Davenportem).